# Schleichwerbung

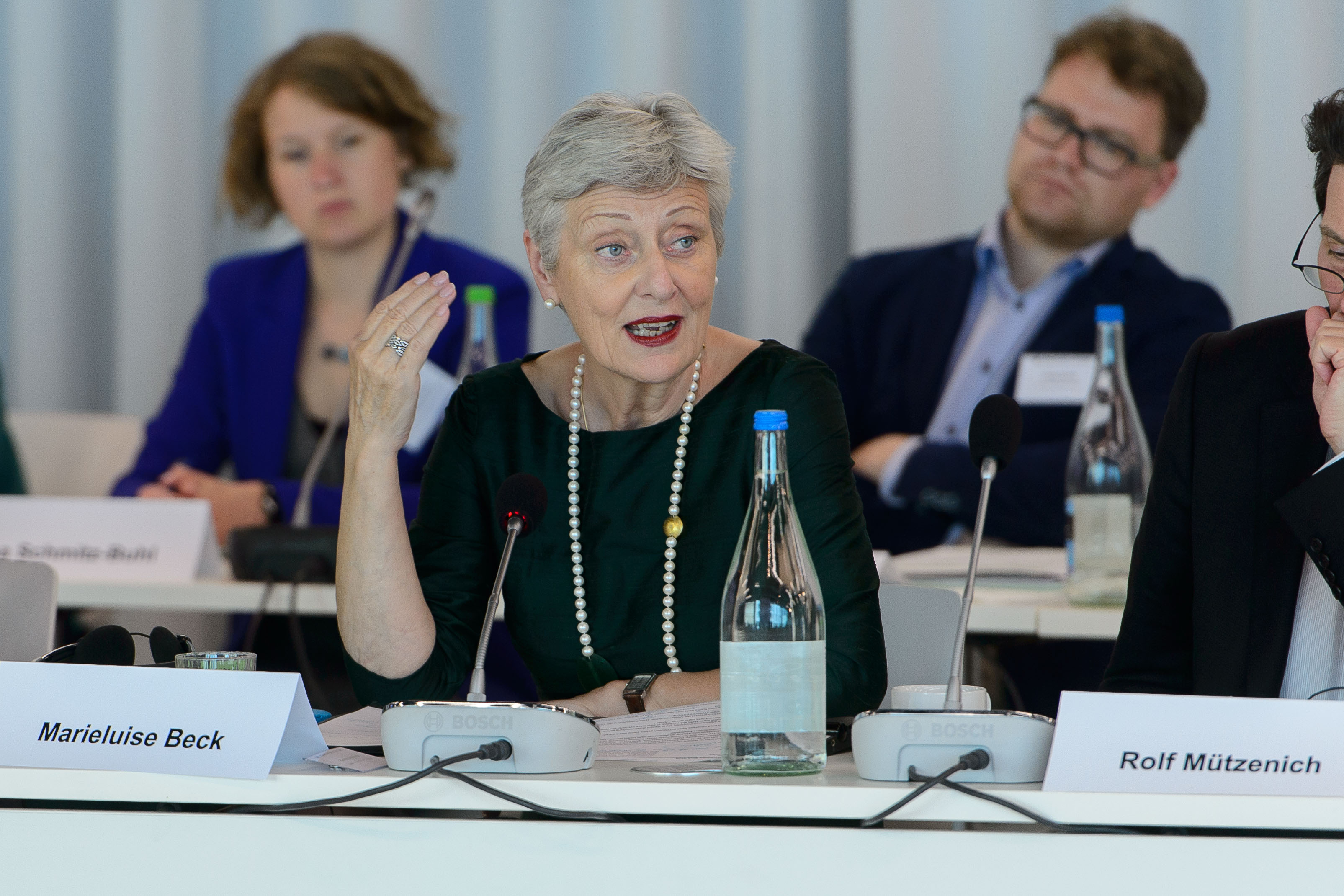
Von der Kamera weggedrehtes Logo einer Wasserflasche zur Vermeidung von Schleichwerbung bei der außenpolitischen Jahrestagung der Heinrich-Böll-Stiftung (2015)

Schleichwerbung bezeichnet laut ORF-Gesetz und deutschem Rundfunkstaatsvertrag „die Erwähnung oder Darstellung von Waren, eines Herstellers von Waren oder eines Erbringers von Dienstleistungen in Programmen, wenn sie vom Veranstalter absichtlich zu Werbezwecken vorgesehen ist und mangels Kennzeichnung die Allgemeinheit hinsichtlich des eigentlichen Zwecks dieser Erwähnung oder Darstellung irreführen kann.“ Die dramaturgisch nicht notwendige Produktplatzierung wird in der Regel mit Geld- oder Sachzuwendungen abgegolten.
Schleichwerbung sollte nicht verwechselt werden mit in Deutschland und Österreich grundsätzlich erlaubter Produktbeistellung, also der dramaturgisch notwendigen unentgeltlichen Zurverfügungstellung von zum Beispiel benötigten Fahrzeugen.

## Geschichte
Bereits in den 1920er Jahren hat Edward Bernays für die American Tobacco Company zu Schleichwerbung gegriffen: Frauen, so fand er heraus, betrachteten in den 1920er Jahren Zigaretten als phallische Symbole männlicher Macht und somit als ungeeignet für Frauen. Bernays versuchte für ATC, auch für Frauen das Rauchen attraktiv zu machen. Er beschäftigte eine Gruppe von Frauen und bat sie, sich wie Suffragetten zu verkleiden und zu streiken. Die Frauen marschierten durch New Yorks Fifth Avenue, und als Zeitungsreporter sie fotografierten, zündeten sie sich Zigaretten an und proklamierten diese als „torches of freedom“ (Fackeln der Freiheit).

## Europäische Union
Das „Europäische Übereinkommen über grenzüberschreitendes Fernsehen“ des Europarates enthält in Artikel 13 das Gebot der Trennung der Werbung vom Programm (Abs. 1) und das Verbot der Schleichwerbung (Abs. 3): „Schleichwerbung und -teleshopping, insbesondere die Darstellung von Erzeugnissen oder Dienstleistungen in Sendungen zu Werbezwecken, sind verboten.“
Die Europäische Union hat die von ihr so genannte „als Information getarnte Werbung“ nicht nur im Fernsehen als irreführende, stets unlautere und daher in den Mitgliedstaaten zu verbietende Geschäftspraxis erkannt, die wie anderes unlauteres Geschäftsgebaren den Verbraucherinteressen schade und Unternehmer wie Verbraucher hemme, an einem funktionierenden Binnenmarkt und seinen Freiheiten teilzuhaben. Die Richtlinie 2005/29/EG des Europäischen Parlaments und des Rates vom 11. Mai 2005 über unlautere Geschäftspraktiken im binnenmarktinternen Geschäftsverkehr zwischen Unternehmen und Verbrauchern nennt sie daher als eine von 31 Fallgruppen und beschreibt die Methode: „Es werden redaktionelle Inhalte in Medien zu Zwecken der Verkaufsförderung eingesetzt und der Gewerbetreibende hat diese Verkaufsförderung bezahlt, ohne dass dies aus dem Inhalt oder aus für den Verbraucher klar erkennbaren Bildern und Tönen eindeutig hervorgehen würde“.
Die Richtlinie 2010/13/EU des Europäischen Parlaments und des Rates über audiovisuelle Mediendienste (sog. AVMD-Richtlinie, welche die sog. EG-Fernsehrichtlinie abgelöst hat) definiert Schleichwerbung als „die Erwähnung oder Darstellung von Waren, Dienstleistungen, dem Namen, der Marke oder den Tätigkeiten eines Herstellers von Waren oder eines Erbringers von Dienstleistungen in Sendungen, wenn sie vom Mediendiensteanbieter absichtlich zu Werbezwecken vorgesehen ist und die Allgemeinheit über ihren eigentlichen Zweck irreführen kann. Eine Erwähnung oder Darstellung gilt insbesondere dann als beabsichtigt, wenn sie gegen Entgelt oder eine ähnliche Gegenleistung erfolgt.“ Schleichwerbung ist verboten. Von der Schleichwerbung zu unterscheiden ist die Produktplatzierung. Sie wird definiert als „jede Form audiovisueller kommerzieller Kommunikation, die darin besteht, gegen Entgelt oder eine ähnliche Gegenleistung ein Produkt, eine Dienstleistung oder die entsprechende Marke einzubeziehen bzw. darauf Bezug zu nehmen, sodass diese in der Sendung erscheinen.“

### Situation in Deutschland

#### Gesetz gegen den unlauteren Wettbewerb
Nach § 5a Abs. 4 UWG ist Schleichwerbung unzulässig, weil jede Werbemaßnahme so beschaffen sein muss, dass ihr werbender Charakter von den Angesprochenen erkannt werden kann. Zudem nennt das der Umsetzung der Richtlinie 2005/29/EG dienende UWG die „als Information getarnte Werbung“ als stets unzulässigen Fall der Verbrauchertäuschung.

#### Rundfunkstaatsvertrag
Der Rundfunkstaatsvertrag (Staatsvertrag über den Rundfunk im vereinten Deutschland) hat seit dem 4. Rundfunkänderungsstaatsvertrag die Definition der EG-Fernsehrichtlinie übernommen (s. o.) und in späteren Rundfunkänderungsstaatsverträgen, zuletzt durch den 13., angepasst. Gem. § 7 Abs. 7 Satz 1 RStV sind Schleichwerbung, Produkt- und Themenplatzierung sowie entsprechende Praktiken unzulässig. Sein grundsätzliches Verbot der Produktplatzierung durchbricht der Staatsvertrag durch zahlreiche Ausnahmen (§§ 15 und 44 RStV).
Produktplatzierung unterscheidet sich von Schleichwerbung vor allem durch die Kennzeichnung; sie gehört begrifflich zur Definition der Produktplatzierung (§ 2 Abs. 2 Nr. 11 RStV). Wenn jede Kennzeichnung fehlt, liegt begrifflich keine Produktplatzierung vor und die Waren- oder Dienstleistungsdarstellung im redaktionellen Programm ist nach den Kriterien des Schleichwerbeverbots zu prüfen. Schleichwerbung ist grundsätzlich unabhängig von einer Gegenleistung; eine Gegenleistung ist lediglich das stärkste Schleichwerbeindiz („gilt … als zu Werbezwecken beabsichtigt“). Im Unterschied dazu ist Entgeltlichkeit Tatbestandsmerkmal in der Schleichwerbedefinition der AVMD-Richtlinie. Der Rundfunkstaatsvertrag scheint in diesem Punkt von der AVMD-Richtlinie abzuweichen, wenn er die kostenlose Bereitstellung von Waren oder Dienstleistungen von bedeutendem Wert zur Produktplatzierung erklärt (§ 2 Abs. 2 Nr. 11 RStV). Letztlich kann man die Bestimmung so deuten, dass der Gesetzgeber den Nachweis der „ähnlichen Gegenleistung“ über den Weg der unwiderleglichen gesetzlichen Vermutung in diesen Fällen erspart. Dem dürfte die lebensnahe Annahme zugrunde liegen, dass die kostenlose Bereitstellung von sehr wertvollen Gegenständen für die Rundfunkproduktion für den Veranstalter deutliche geldwerte Vorteile bringt und darin die „ähnliche Gegenleistung“ zu sehen ist.

#### Verhaltenskodex
Die deutsche Presse hat sich im Pressekodex in Ziffer 7 zur Trennung von Werbung und Redaktion verpflichtet: „Verleger und Redakteure … achten auf eine klare Trennung zwischen redaktionellem Text und Veröffentlichungen zu werblichen Zwecken.“

### Situation in Österreich

#### Rechtslage
In mehreren Gesetzesbestimmungen ist eine klare Trennung von werblichen Inhalten und redaktionellen Beiträgen vorgesehen, etwa in § 26 Mediengesetz für alle Medien sowie in § 6 ECG für Online-Anbieter. Daneben sehen auch § 13 Abs. 3 ORF-Gesetz, § 38 PrivatTV-Gesetz oder § 19 Abs. 3 Privatrundfunk-Gesetz eine Verpflichtung zur Kennzeichnung bzw. Abgrenzung von getarnter Werbung vor. Bei Verstößen drohen insbesondere Verwaltungsstrafen.
Aus diesen Bestimmungen hat der Oberste Gerichtshof ein generelles wettbewerbsrechtliches Kennzeichnungsgebot für werbliche Inhalte abgeleitet. Schleichwerbung ist nun ausdrücklich gesetzlich als unlautere (irreführende) Geschäftspraktik verboten (Ziffer 11 des Anhangs zum UWG).

#### Studie 2011

Ausschnitt einer österreichischen Boulevardzeitung. Die zu klein gekennzeichnete Anzeige kann auf den ersten Blick wie ein TV-Tipp wirken.

Im Mai 2011 veröffentlichte der österreichische Ethik-Rat für Public Relations eine Studie über Schleichwerbung in Österreich. Sie belegt, dass unsachgemäß gekennzeichnete Werbung in der österreichischen Medienlandschaft ein weit verbreitetes Problem darstellt. Es wurden 550 Beiträge in dreizehn verschiedenen Printmedien untersucht und ausgewertet. Leiterinnen der Ende 2010 durchgeführten Studie waren Katja Horninger, Zlatka Pavlova und Ursula Seethaler, die 325 dieser Beiträge als kritisch einstuften. Als größtes Problem wird Verwechselbarkeit mit Zeitungsartikeln angesehen. Zwar waren zirka 60 Prozent der Anzeigen in zulässiger Form gekennzeichnet, jedoch ließen sie sich aufgrund der Ähnlichkeit kaum von regulären journalistischen Beiträgen unterscheiden. Hervorgerufen wird diese Ähnlichkeit über die Gestaltung der Schrift; dazu gehören Schriftgröße, Schriftart und Schriftfarbe. Auch graphische Elemente, wie Fotos, Textboxen und Diagramme tragen zur Verwechselbarkeit bei. Die erwähnten Kennzeichnungen sind oft sehr klein und durch die Positionierung an den Rändern oder am Ende des Textes kaum sichtbar.
Als Konsequenz aus der Studie fordert der Ethikrat eine Gesetzesnovelle, die zum Beispiel eine Erweiterung des § 26 im Sinne einer „deutlichen“
und „gut sichtbaren“ Kennzeichnung vorsieht, sowie eine eigene Regelung für Medienkooperationen und einen erhöhten Strafrahmen für nicht deklarierte Werbung.
Laut § 26 des Mediengesetzes sind die Begriffe „Anzeige“, „entgeltliche Einschaltung“ oder „Werbung“ als Kennzeichnung zulässig. In der Praxis werden aber vor allem bei Spezial-Seiten, Serien, Strecken und Sonderbeilagen Begriffe wie „Mit freundlicher Unterstützung von“, „Eine Initiative von“, „In Kooperation mit“, „Bezahlte Sonderbeilage“, „Promotion“, „Dieses Special wird finanziell unterstützt von“ verwendet.

## Situation in der Schweiz

### Rechtslage
- Das Bundesgesetz über Radio und Fernsehen (RTVG) verlangt in Art. 9 eine deutliche Trennung zwischen Werbung und redaktionellen Programmteilen; Werbung muss eindeutig als solche erkennbar sein. In Art. 10 wird Schleichwerbung ausdrücklich verboten. Sponsoring ist gemäß Art. 12 zwar erlaubt, unterliegt aber strengen Auflagen: So müssen Sponsoren genannt werden, gesponserte Sendungen dürfen nicht für Waren oder Dienstleistungen des Sponsors werben.[12]

### Richtlinien
- Die medienneutralen Grundsätze Lauterkeit in der kommerziellen Kommunikation der Schweizerischen Lauterkeitskommission regelt im Grundsatz Nr. B.15a die Trennung zwischen redaktioneller Information und kommerzieller Kommunikation. Auch hier wird Schleichwerbung ausdrücklich verboten.[13]